# Sydney Rosenbloom
Sydney Rosenbloom (* 25. Juni 1889 in Edinburgh; † 22. Juli 1967 in  East London) war ein britischer Pianist und Komponist.

## Leben und Werk
Sydney Rosenbloom studierte an der Royal Academy of Music in London. 1921 wurde er Professor am Harrison Conservatory in Johannesburg. 1930 gab er Klavierkonzerte in den Vereinigten Staaten. Nach seiner Rückkehr nach Südafrika ließ er sich in East London nieder.
Sydney Rosenbloom schrieb hauptsächlich virtuose Klaviermusik.